# HD180583
HD180583 — класична цефеїда, яка була класифікована Ренсоном та Мандфруа як хімічно пекулярна зоря спектрального класу
F6, що має видиму зоряну величину в смузі V приблизно 6,2.
Вона  розташована на відстані близько 1681,2 світлових років від Сонця.

## Фізичні характеристики
Телескоп Гіппаркос зареєстрував фотометричну змінність  даної зорі з періодом  1,49 доби в межах від  Hmin= 6,41 до  Hmax= 6,17.